# Charitopes piceiventris
Charitopes piceiventris är en stekelart som först beskrevs av Alan John Harrington 1894.  Charitopes piceiventris ingår i släktet Charitopes och familjen brokparasitsteklar. Inga underarter finns listade i Catalogue of Life.